# Destrnik község
Destrnik község (szlovén nyelven Občina Destrnik) Szlovénia 212 alapfokú közigazgatási egységének, azaz községének egyike a Podravska statisztikai régióban. A község Ptujtól északra, a Slovenske gorice hegységben fekszik. Adminisztratív központja Destrnik település. A község a történelmi szlovén Stájerország (Štajersko) régió része. 

## A községhez tartozó települések
A községhez Destrnik székhelyen kívül a következő települések tartoznak:
- Desenci
- Dolič
- Drstelja
- Gomila
- Gomilci
- Janežovci
- Janežovski Vrh
- Jiršovci
- Levanjci
- Ločki Vrh
- Placar
- Strmec pri Destrniku
- Svetinci
- Vintarovci
- Zasadi
- Zgornji Velovlek

## Népesség
| Lakosok száma | 2671 | 2691 | 2647 | 2600 | 2615 | 2561 | 2548 | 2538 | 2617 | 2640 |
|               | 2008 | 2009 | 2011 | 2012 | 2013 | 2015 | 2016 | 2017 | 2019 | 2020 |